# Angela Schneider
Angela Schneider (Saint Thomas, 28 de octubre de 1959) es una deportista canadiense que compitió en remo. Participó en los Juegos Olímpicos de Los Ángeles 1984, obteniendo una medalla de plata en la prueba de cuatro con timonel.

## Palmarés internacional
| Juegos Olímpicos | Juegos Olímpicos             | Juegos Olímpicos | Juegos Olímpicos   |
| Año              | Lugar                        | Medalla          | Prueba             |
| ---------------- | ---------------------------- | ---------------- | ------------------ |
| 1984             | Los Ángeles (Estados Unidos) | Medalla de plata | Cuatro con timonel |